# Binh chủng Thiết giáp Việt Nam Cộng hòa
Binh chủng Thiết giáp Kỵ binh Việt Nam Cộng hòa (1955-1975) (tiếng Anh: Vietnamese Armored Cavalry Corp, VNACC) - còn gọi là Thiết Kỵ - trực thuộc Quân lực Việt Nam Cộng hòa, là lực lượng xung kích tác chiến và cơ động trên các chiến trường với hỏa lực mạnh. Thường xuyên phối hợp với các đơn vị Bộ binh, Nhảy dù, Thủy quân Lục chiến, Biệt động quân để giải quyết nhanh chóng trận chiến theo chiến thuật "Bộ binh tùng Thiết". Luôn luôn là một trong các thành phần tham gia những cuộc hành quân quy mô lớn (trong đó bao gồm cả thành phần Hải, Lục, Không quân và Pháo binh).
- Bài ca chính thức: Thiết giáp binh hành khúc.

## Lịch sử hình thành
Năm 1950, Chính phủ Quốc gia Việt Nam thành lập Quân đội Quốc gia Việt Nam. Đã được Quân đội Liên hiệp Pháp hỗ trợ để thành lập một đơn vị Thám thính xa. Khi hiệp định Genève được ký kết chia đôi đất nước vào ngày 20 tháng 7 năm 1954. Binh chủng Thiết giáp gồm 1 Liên đoàn Thủy xa và 4 Trung đoàn Biệt lập. Năm 1955, nền Đệ Nhất Cộng hòa hình thành thì Bộ chỉ huy Thiết giáp mới được chính thức thành lập.
Bộ chỉ huy Thiết Giáp được thành lập vào ngày 1 tháng 4 năm 1955 do Trung tá Dương Ngọc Lắm làm Chỉ huy trưởng đầu tiên.
Những chiến xa đầu tiên của binh chủng đều thuộc loại M-24 Chaffees hạng nhẹ và loại M-8 cháy bánh (Đều do Quân đội Pháp để lại). Đến năm 1956, Thiết Giáp Kỵ Binh được tổ chức tiêu chuẩn hơn gồm những Trung đoàn Kỵ binh, mỗi Trung đoàn có 2 Chi đoàn được trang bị xe tăng M-3, M-8, và M-24.
Thời gian từ năm 1957-1962, Thiết kỵ chỉ giữ một vai trò khiêm nhường trên chiến trường miền Nam, vì địa hình nhiều rừng rậm và sông rạch lầy lội không thích hợp với di chuyển của Chiến xa. Tuy nhiên với nhu cầu của chiến trường, những Thiết vận xa M-113 (còn gọi là xe tăng lội nước) được đem ra áp dụng và rất hữu hiệu với các mặt trận ở đồng bằng và các cuộc hành quân ở vùng 4 chiến thuật. Sau đó các Thiết vận xa M-113 được trang bị thêm lá chắn và hỏa lực mạnh hơn để trở thành loại Thiết xa đa dụng của Binh chủng Thiết giáp (cần phân biệt chiến xa hay xe tăng có nhiệm vụ chính là dùng hỏa lực tiêu diệt địch quân, còn thiết vận xa có mục đích nguyên thủy là dùng để chở quân đổ bộ vào mục tiêu).
Năm 1964, mẫu xe tăng M-24 cũ kỹ được thay thế bằng mẫu xe tăng M-41A3 (Walker Bulldog) tối tân hơn với hỏa lực chính là đại bác 76mm và đại liên 50 cal(Đạn cỡ 12,7mm, sau thay bằng đại liên M-60 nhẹ và tác xạ nhanh hơn) (Loại này tuy bị coi là nhỏ bé chật chội đối với người tây phương cồng kềnh, nhưng đối với người Việt Nam nhỏ tác thì lại rất vừa vặn và hữu hiệu). Có 5 Chi đoàn xe tăng M-41 chẳng bao lâu đã trở thành xương sống của Binh chủng Thiết giáp Kỵ binh. Cũng trong năm này, Bộ chỉ huy Thiết kỵ được lệnh giải tán vào giữa tháng 11. Sau đó 5 tháng vào ngày 15 tháng 4 năm 1965 được tái lập và đặt Bộ chỉ huy tại trại Phù Đổng, Hạnh Thông Tây, Gò Vấp, Gia Định.
Trong thập niên 1960, lực lượng Thiết giáp Việt Nam Cộng hòa có ưu thế khá lớn vì quân Giải phóng miền Nam thời kỳ này chưa có xe tăng, xe thiết giáp. Đến đầu thập niên 1970, quân Giải phóng bắt đầu sử dụng các loại xe tăng T-54 và PT-76 (năm 1968, PT-76 xuất hiện tại Làng Vây và Khe Sanh) để yểm trợ cho bộ binh. Binh chủng Thiết giáp Kỵ binh Việt Nam Cộng hòa được Hoa Kỳ canh tân qua chương trình Việt Nam hoá chiến tranh và được trang bị loại chiến xa tối tân hạng trung M48 Patton (trang bị hoả lực đại bác 90mm và có gắn máy ngắm hồng ngoại Xenon) để tương ứng đối đầu với xe tăng T-54 được trang bị đại bác 100mm của đối phương. Trong những cuộc hành quân lớn và quy mô như Vượt biên qua Campuchia năm 1970, Hạ Lào năm 1971 và trận chiến Mùa hè đỏ lửa năm 1972, lực lượng xe tăng và xe thiết giáp của Binh chủng Kỵ binh Việt Nam Cộng hòa đã bị thiệt hại đáng kể.
Tính đến năm 1975, lực lượng Thiết giáp Việt Nam Cộng hòa gồm có Bộ Chỉ Huy tại Trung ương và 4 Bộ Tư lệnh Lữ đoàn tại 4 Quân khu, trong đó gồm có: 3 Thiết đoàn Chiến xa M-48, 18 Thiết đoàn Kỵ binh M-113 và trong đó có 13 Chi đoàn Chiến xa M-41 được phối trí đều và thích ứng theo địa hình cho 4 vùng chiến thuật: Vùng 1, 2 và 4, mỗi vùng 5 Thiết đoàn, Vùng 3 có 6 Thiết đoàn. Ngoài ra phối trí cho các Tiểu khu, mỗi Tiểu khu có 1 Chi đội thám thính xa Cadillac Gage Commando Vehicle V-100 (di chuyển bằng bánh hơi, rất cơ động và nhanh lẹ). Một Chi đoàn gồm đủ các loại: xe tăng M-48, xe tăng M-41, xe thiết giáp M-113 và V-100 để cho khóa sinh tập huấn tại Trường huấn luyện Thiết giáp. Số còn lại thuộc dụng Bộ Chỉ huy Thiết giáp Trung ương. Tổng số là 21 Thiết đoàn, trang bị lên tới trên 2.000 xe tăng - xe thiết giáp các loại.
Sau năm 1975, Quân đội nhân dân Việt Nam đã thu giữ được hàng trăm xe tăng, xe thiết giáp của VNCH. Số xe này tiếp tục được sử dụng sau đó.

## Bảng phối trí các Lữ đoàn
| Stt | Đơn vị        | Chủng loại                       | Trực thuộc | Họ và tên chỉ huy                                             | Cấp bậc           | Chú thích                |
| --- | ------------- | -------------------------------- | ---------- | ------------------------------------------------------------- | ----------------- | ------------------------ |
|     | Lữ đoàn 1     |                                  | Quân khu 1 | Nguyễn Xuân Hường Võ bị Địa phương Trung Việt (Huế) K1        | Đại tá            | Phối thuộc Quân đoàn I   |
| 1   | Thiết đoàn 20 | Chiến xa M.48                    | Lữ đoàn 1  | Phan Công Tuấn                                                | Trung tá          | Cơ hữu Lữ đoàn           |
| 2   | Thiết đoàn 17 | Thiết vận xa M.113 Chiến xa M.41 | Lữ đoàn 1  | Nguyễn Viết Thạnh                                             | Trung tá          | Cơ hữu Lữ đoàn           |
| 3   | Thiết đoàn 4  | Thiết vận xa M.113 Chiến xa M.41 | Lữ đoàn 1  | Trần Văn Minh                                                 | Thiếu tá          | Phối thuộc SĐ 2 Bộ binh  |
| 4   | Thiết đoàn 7  | Thiết vận xa M.113 Chiến xa M.41 | Lữ đoàn 1  | Hồ Đàn                                                        | Trung tá          | Phối thuộc SĐ 1 Bộ binh  |
| 5   | Thiết đoàn 11 | Thiết vận xa M.113 Chiến xa M.41 | Lữ đoàn 1  | Nguyễn Hữu Lý                                                 | Trung tá          | Phối thuộc SĐ 3 Bộ binh  |
|     | Lữ đoàn 2     |                                  | Quân khu 2 | Nguyễn Văn Đồng Võ bị Đà Lạt                                  | Đại tá            | Phối thuộc Quân đoàn II  |
| 6   | Thiết đoàn 21 | Chiến xa M.48                    | Lữ đoàn 2  | Nguyễn Cung Vinh Võ bị Đà Lạt K18 Nguyễn Chinh Phu            | Trung tá Thiếu Tá | Cơ hữu Lữ đoàn           |
| 7   | Thiết đoàn 3  | Thiết vận xa M.113 Chiến xa M.41 | Lữ đoàn 2  | Nguyễn Văn Triết                                              | Thiếu tá          | Cơ hữu Lữ đoàn           |
| 8   | Thiết đoàn 19 | Thiết vận xa M.113 Chiến xa M.41 | Lữ đoàn 2  | Hoàng Kiều                                                    | Thiếu tá          | Cơ hữu Lữ đoàn           |
| 9   | Thiết đoàn 8  | Thiết vận xa M.113 Chiến xa M.41 | Lữ đoàn 2  | Nguyễn Văn Đêm                                                | Thiếu tá          | Phối thuộc SĐ 23 Bộ binh |
| 10  | Thiết đoàn 14 | Thiết vận xa M.113 Chiến xa M.41 | Lữ đoàn 2  | Lương Chí Võ bị Đà Lạt K10 Kiêm Lữ đoàn phó                   | Đại tá            | Phối thuộc SĐ 22 Bộ binh |
|     | Lữ đoàn 3     |                                  | Quân khu 3 | Trần Quang Khôi Võ bị Đà Lạt K6                               | Chuẩn tướng       | Phối thuộc Quân đoàn III |
| 11  | Thiết đoàn 22 | Chiến xa M.48                    | Lữ đoàn 3  | Nguyễn Văn Liên                                               | Trung tá          | Cơ hữu Lữ đoàn           |
| 12  | Thiết đoàn 15 | Thiết vận xa M.113 Chiến xa M.41 | Lữ đoàn 3  | Đỗ Đức Thảo                                                   | Trung tá          | Cơ hữu Lữ đoàn           |
| 13  | Thiết đoàn 18 | Thiết vận xa M.113 Chiến xa M.41 | Lữ đoàn 3  | Nguyễn Đức Dương Võ khoa Thủ Đức K5p (Khóa 11B Trừ bị Đà Lạt) | Trung tá          | Cơ hữu Lữ đoàn           |
| 14  | Thiết đoàn 1  | Thiết vận xa M.113 Chiến xa M.41 | Lữ đoàn 3  | Nguyễn Minh Tánh Võ khoa Thủ Đức K5                           | Trung tá          | Phối thuộc SĐ 5 Bộ binh  |
| 15  | Thiết đoàn 10 | Thiết vận xa M.113 Chiến xa M.41 | Lữ đoàn 3  | Huỳnh Kiêm Mậu                                                | Trung tá          | Phối thuộc SĐ 25 Bộ binh |
| 16  | Thiết đoàn 5  | Thiết vận xa M.113 Chiến xa M.41 | Lữ đoàn 3  | Trần Văn Nô                                                   | Trung tá          | Phối thuộc SĐ 18 Bộ binh |
|     | Lữ đoàn 4     |                                  | Quân khu 4 | Trần Ngọc Trúc Võ khoa Thủ Đức K2                             | Đại tá            | Phối thuộc Quân đoàn IV  |
| 17  | Thiết đoàn 12 | Thiết vận xa M.113               | Lữ đoàn 4  | Phạm Hữu Tường                                                | Trung tá          | Cơ hữu Lữ đoàn           |
| 18  | Thiết đoàn 16 | Thiết vận xa M.113               | Lữ đoàn 4  | Lê Văn Thành                                                  | Trung tá          | Cơ hữu Lữ đoàn           |
| 19  | Thiết đoàn 2  | Thiết vận xa M.113               | Lữ đoàn 4  | Nguyễn Văn Việt Tân                                           | Trung tá          | Phối thuộc SĐ 9 Bộ binh  |
| 20  | Thiết đoàn 6  | Thiết vận xa M.113               | Lữ đoàn 4  | Ngô Đức Lâm                                                   | Thiếu tá          | Phối thuộc SĐ 7 Bộ binh  |
| 21  | Thiết đoàn 9  | Thiết vận xa M.113               | Lữ đoàn 4  | Trần Hữu Thành Võ khoa Thủ Đức K10                            | Trung tá          | Phối thuộc SĐ 21 Bộ binh |

## Bộ Chỉ huy Binh chủng Thiết giáp tháng 4/1975
- Chức danh Chỉ huy và Tham mưu sau cùng

| Stt | Họ và Tên                          | Cấp bậc     | Chức vụ                          | Chú thích                  |
| --- | ---------------------------------- | ----------- | -------------------------------- | -------------------------- |
| 1   | Nguyễn Văn Toàn Võ bị Đà Lạt K5    | Trung tướng | Chỉ huy trưởng                   | Kiêm Tư lệnh Quân đoàn III |
| 2   | Thẩm Nghĩa Bôi Võ bị Đà Lạt K5     | Đại tá      | Chỉ huy phó                      |                            |
| 3   | Lương Bùi Tùng Võ khoa Nam Định    | Đại tá      | Phụ tá Chỉ huy trưởng            |                            |
| 4   | Nguyễn Đức Dung Võ khoa Thủ Đức K5 | Đại tá      | Tham mưu trưởng                  |                            |
| 5   | Huỳnh Văn Tám                      | Đại tá      | Chỉ huy trưởng Trường Thiết giáp |                            |

## Tư lệnh các Lữ đoàn Kỵ binh từ khi thành lập
| Đơn vị    | Stt | Họ và Tên                                        | Cấp bậc     | Tại nhiệm | Chú thích |  |
| --------- | --- | ------------------------------------------------ | ----------- | --------- | --- |  |
| Lữ đoàn 1 | 1   | Phan Hòa Hiệp Võ bị Địa phương Trung Việt Huế K1 | Chuẩn tướng | 1971      | Sau cùng là Chuẩn tướng Tổng trưởng Thông tin                                                                                       |  |
|           | 2   | Nguyễn Trọng Luật Võ khoa Thủ Đức K1             | Đại tá      | 1971-1972 | Sau cùng là Đại tá Tỉnh trưởng kiêm Tiểu khu trưởng Darlac                                                                          |  |
|           | 3   | Trần Tín                                         | Đại tá      | 1972      | |  |
|           | 4   | Vũ Quốc gia Võ khoa Thủ Đức                      | Đại tá      | 1972-1974 | Sau cùng là Đại tá Tỉnh trưởng kiêm Tiểu khu trưởng Phú Yên                                                                         |  |
|           | 5   | Nguyễn Xuân Hường                                | Đại tá      | 1974-1975 | Tư lệnh cuối cùng |  |
| Lữ đoàn 2 | 1   | Nguyễn Đức Dung Võ bị Đà Lạt K5                  | Đại tá      | 1971-1973 | Năm 1973-1974, giữ chức vụ Tỉnh trưởng kiêm Tiểu khu trưởng Pleiku. Năm 1974-1975, Tham mưu trưởng Bộ Chỉ huy Thiết giáp Trung ương |  |
|           | 2   | Nguyễn Văn Đồng                                  | Đại tá      | 1973-1975 | Tư lệnh cuối cùng |  |
| Lữ đoàn 3 | 1   | Trần Quang Khôi                                  | Đại tá      | 1970-1971 | Tư lệnh lần thứ nhất |  |
|           | 2   | Nguyễn Kim Định Võ khoa Thủ Đức K5               | Đại tá      | 1971-1973 | |  |
|           | 3   | Trần Quang Khôi                                  | Đại tá      | 1973-1975 | Tư lệnh lần thứ hai. Thăng cấp Chuẩn tướng năm 1974                                                                                 |  |
| Lữ đoàn 4 | 1   | Vũ Quốc gia                                      | Đại tá      | 1969-1972 | |  |
|           | 2   | Nguyễn Văn Của Võ khoa Thủ Đức K3                | Đại tá      | 1972-1974 | Sau cùng là Đại tá Tỉnh trưởng kiêm Tiểu khu trưởng Bình Dương                                                                      |  |
|           | 3   | Trần Ngọc Trúc                                   | Đại tá      | 1974-1975 | Tư lệnh cuối cùng |  |

## Chỉ huy trưởng Trường Thiết giáp qua các thời kỳ
| Stt | Họ và Tên                            | Cấp bậc  | Tại nhiệm | Chú thích |
| --- | ------------------------------------ | -------- | --------- | --- |
| 1   | Hoàng Đôn Thận Võ bị Đà Lạt k5       | Thiếu tá | 1955-1956 | Giải ngủ ở cấp Thiếu tá |
| 2   | Trần Văn Ái                          | Thiếu tá | 1956      | Giải ngũ ở cấp Trung tá |
| 3   | Nguyễn Duy Hinh Võ khoa Nam Định     | Đại úy   | 1956-1957 | Sau cụng là Thỉếu tướng |
| 4   | Lương Bùi Tùng                       | Đại úy   | 1957-1959 | Sau cùng là Đại tá |
| 5   | Vĩnh Lộc Võ bị Lục quân Pháp         | Thiếu tá | 1959-1961 | Sau cùng là Trung tướng |
| 6   | Dương Văn Đô Võ khoa Nam Định        | Đại úy   | 1961-1963 | Sau cùng là Đại tá |
| 7   | Nguyễn Văn Toàn                      | Thiếu tá | 1963-1964 | Sau cùng là Trung tướng |
| 8   | Lâm Quang Thơ Võ bị Đà Lạt K3        | Trung tá | 1964-1965 | Sau cùng là Thiếu tướng |
| 9   | Nguyễn Tuấn Võ khoa Thủ Đức K1       | Trung tá | 1965-1968 | Toàn gia đình Trung tá Nguyễn Tuấn bị VC sát hại ở Tết Mậu thân (trừ một người con trai), Trung tá Nguyễn Tuấn được truy thăng cấp Đại tá. Người con trai còn sống là Nguyễn Từ Huấn sau 1975 theo chú ruột là Đại tá Nguyễn Tú di tản sang Hoa Kỳ định cư, đến tuổi thành niên ông Nguyễn Từ Huấn gia nhập Quân chủng Hải quân Hoa Kỳ, năm 2019 được vinh thăng Phó Đề đốc (chuẩn tướng) Hải quân Hoa Kỳ. |
| 10  | Nguyễn Quang Nguyên Võ khoa Nam Định | Trung tá | 1968-1969 | Sau cùng là Trung tá |
| 11  | Trần Tín                             | Trung tá | 1969-1972 | Sau cùng là Đại tá |
| 12  | Trần Văn Tỷ Võ bị Đà Lạt K10         | Đại tá   | 1972-1973 | |
| 13  | Huỳnh Văn Tám                        | Đại tá   | 1973-1975 | |

## Chỉ huy trưởng Binh chủng Thiết giáp qua các thời kỳ
| Stt | Họ và Tên                                       | Cấp bậc     | Tại chức        | Chú thích |
| --- | ----------------------------------------------- | ----------- | --------------- | --- |
| 1   | Dương Ngọc Lắm Võ bị Liên quân Viễn Đông Đà Lạt | Trung tá    | 03/1955-05/1957 | Sau cùng là Thiếu tướng Đô trưởng Sài Gòn-Chợ Lớn. Giải ngũ năm 1964                                                                                   |
| 2   | Hoàng Xuân Lãm Võ bị Đà Lạt K3                  | Trung tá    | 05/1957-06/1959 | Sau cùng là Trung tướng Phụ tá Tổng trưởng Quốc phòng                                                                                                  |
| 3   | Nguyễn Văn Thiện Võ khoa Thủ Đức K2             | Thiếu tá    | 06/1959-12/1963 | Sau cùng giữ chức vụ Tư lệnh Biệt khu Quảng-Đà (Quảng Nam và Đà Nẵng). Tử nạn mất tích trên phi cơ A.37 sau khi thăng cấp Chuẩn tướng được 2 ngày      |
| 4   | Vĩnh Lộc                                        | Đại tá      | 12/1963-02/1964 | Sau cùng là Trung tướng Tổng tham mưu trưởng 1 ngày (28/4/1975)                                                                                        |
| 5   | Nguyễn Đình Bảng Võ bị Đà Lạt K5                | Trung tá    | 02/1964-11/1964 | Xử lý thường vụ đến ngày Bộ Tư lệnh Thiết giáp tạm giải tán 5 tháng. Sau cùng là Đại tá Thị trưởng Cam Ranh (Trước nhiệm kỳ của Đại tá Trần Công Liễu) |
| 6   | Lâm Quang Thơ                                   | Trung tá    | 04/1965-09/1965 | Khi Bộ Tư lệnh Thiết giáp tái thành lập. Sau cùng là Thiếu tướng CHT Trường Võ bị Đà lạt                                                               |
| 7   | Lương Bùi Tùng                                  | Trung tá    | 09/1965-02/1969 | Sau cùng là Đại tá. |
| 8   | Dương Văn Đô Võ khoa Nam Định                   | Trung tá    | 02/1969-09/1969 | Chỉ huy trưởng lần 1 |
| 9   | Phan Hòa Hiệp                                   | Đại tá      | 09/1969-02/1972 | Sau cùng là Chuẩn tướng Trưởng ban Quân sự 2 bên |
| 10  | Nguyễn Văn Toàn                                 | Thiếu tướng | 02/1972-05/1972 | Chỉ huy Trưởng lần 1 |
| 11  | Dương Văn Đô                                    | Đại tá      | 05/72-10/1972   | Chỉ huy Trưởng Lần 2. |
| 12  | Lý Tòng Bá Võ bị Đà Lạt K6                      | Chuẩn tướng | 10/1972-11/1974 | |
| 13  | Nguyễn Văn Toàn                                 | Trung tướng | 11/1974-04/1975 | Chỉ huy Trưởng lần 2 |
| 14  | Nguyễn Chinh Phu                                | Thiếu Tá    | 03/1975-04/1975 | Chĩ huy Thiết đoàn 21 |

## Tướng lãnh Xuất thân từ Binh chủng Thiết giáp
| Stt | Họ và Tên                       | Cấp bậc     | Chức vụ sau cùng                                     | Chú thích |
| --- | ------------------------------- | ----------- | ---------------------------------------------------- | --- |
| 1   | Hoàng Xuân Lãm                  | Trung tướng | Phụ tá Tổng trưởng Quốc phòng                        | |
| 2   | Vĩnh Lộc                        | Trung tướng | Tổng Tham mưu trưởng                                 | |
| 3   | Nguyễn Văn Toàn                 | Trung tướng | Tư lệnh Quân đoàn III Kiêm Chỉ huy trưởng Thiết giáp | |
| 4   | Nguyễn Duy Hinh                 | Thiếu tướng | Tư lệnh Sư đoàn 3 Bộ binh                            | |
| 5   | Dương Ngọc Lắm                  | Thiếu tướng | Phụ tá Đặc biệt Phủ Thủ tướng                        | |
| 6   | Lâm Quang Thơ                   | Thiếu tướng | Chỉ huy trưởng trường Võ bị Quốc gia                 | |
| 7   | Lý Tòng Bá                      | Chuẩn tướng | Tư lệnh Sư đoàn 25 Bộ binh                           | |
| 8   | Phan Hòa Hiệp                   | Chuẩn tướng | Tổng trưởng Thông tin Chiêu hồi                      | |
| 9   | Trần Quang Khôi                 | Chuẩn tướng | Tư lệnh Lữ đoàn 3 Kỵ binh                            | |
| 10  | Nguyễn Văn Thiện                | Chuẩn tướng | Tư lệnh Biệt khu Quảng-Đà                            | |
| 11  | Lê Đức Đạt                      | Chuẩn tướng | Tư lệnh Sư đoàn 22 Bộ binh                           | Nguyên Đại tá Tư lệnh Sư đoàn 22 Bộ binh. Mùa hè năm 1972 hy sinh tại mặt trận Dakto (Tân Cảnh), Kontum. Được truy thăng Chuẩn tướng.                                                 |
| 12  | Trương Hữu Đức Võ bị Đà Lạt K10 | Chuẩn tướng | Chiến đoàn trưởng Chiến đoàn Đặc nhiệm               | Nguyên Đại tá Thiết đoàn trưởng Thiết đoàn 5 kiêm Chiến đoàn trưởng Chiến đoàn Đặc nhiệm 52. Mùa hè năm 1972 tử trận tại mặt trận Chơn Thành, Bình Long. Được truy thăng Chuẩn tướng. |

## Chỉ huy nổi tiếng
- Nguyễn Trọng Luật
- Phan Hòa Hiệp
- Trần Quang Khôi

## Trận đánh nổi tiếng
- Trận Mậu Thân
- Chiến dịch Campuchia
- Chiến dịch Lam Sơn 719
- Mùa hè đỏ lửa

## Liên kết
- Thiết giáp Việt Nam Cộng hòa 1961 - 1969 Lưu trữ ngày 7 tháng 1 năm 2013 tại Wayback Machine
- Fighting to the end Lưu trữ ngày 5 tháng 5 năm 2012 tại Wayback Machine
- Army of the Republic of Vietnam Armored Cavalry Regiment, 1957 - 1975